# Phyle glauca
Phyle glauca är en fjärilsart som beskrevs av Claude Herbulot 1982. Phyle glauca ingår i släktet Phyle och familjen mätare. Inga underarter finns listade i Catalogue of Life.